# Calamus kjellbergii
Calamus kjellbergii är en enhjärtbladig växtart som beskrevs av Caetano Xavier Furtado. Calamus kjellbergii ingår i släktet Calamus och familjen Arecaceae. Inga underarter finns listade i Catalogue of Life.